# 4-677-222-01
4-677-222-01 é um agente químico sintético de formulação C34H52Br2N4O6.